# VI Ufficio politico del Partito Comunista Cinese
Il VI Ufficio politico del Partito Comunista Cinese (中国共产党第六届中央局S, Zhōngguó Gòngchǎndǎng dìliù jiè zhōngyāng júP) fu l'organo dirigente del Partito Comunista Cinese eletto dal VI Comitato Centrale del Partito. Restò in carica dal 1928 al 1945. Ebbe varie vicissitudini che ne alterarono la composizione nel corso del tempo.

## Componenti
- Qu Qiubai (segretario generale del Comitato Centrale fino al 1928)
- Xiang Zhongfa (segretario generale del Comitato Centrale dal 1928 al 1931)
- Wang Ming (segretario generale del Comitato Centrale dal 1931 al 1932)
- Qin Bangxian (segretario generale del Comitato Centrale dal 1932 al 1935)
- Zhang Wentian (dal 1934, segretario generale del Comitato Centrale dal 1935)
- Mao Zedong (dal 1930), presidente della Commissione Militare Centrale (dal 1935), presidente dell'Ufficio Politico (dal 1943)
- Su Zhaozheng (fino al 1929)
- Xiang Ying
- Zhou Enlai
- Cai Hesen
- Bo Gu (destituito nel 1935)
- Zhang Guotao (destituito nel 1937)
- Li Lisan (destituito nel 1931)
- Zhu De (dal 1931)
- Chen Yun (dal 1934)

### Membri supplenti
- Guan Xiangying
- Luo Dengxian
- Peng Pai
- Yang Yin
- Lu Futan
- Xu Xigen
- Liu Shaoqi
- Deng Fa

## Comitato Permanente

### Prima composizione (1928-1935)
- Su Zhaozheng (fino al 1929)
- Xiang Zhongfa (destituito nel 1931)
- Xiang Ying
- Zhou Enlai
- Cai Hesen
- Li Lisan
- Xu Xigen
- Yang Yin

### Seconda composizione (1935-1945)
- Mao Zedong
- Zhang Wentian
- Zhu De
- Zhou Enlai
- Chen Yun